# Popoloca (volk)
De Popoloca zijn een indiaans volk woonachtig in de staten Oaxaca en Puebla in Mexico. Er leven 26.249 Popoloca in Mexico.
De Popoluca leven in het zuidelijke deel van het Dal van Tehuacán in Puebla en het aangrenzende gedeelte van de Sierra Mixteca in Oaxaca. De Popoluca spreken een Oto-Manguetaal. Zij zijn niet verwant aan de Mixe-Zoque Populoca, hoewel beide volkeren hun naam danken aan het Nahuatl woord voor 'mensen die niet verstaanbaar zijn', vergelijkbaar met de term barbaar in het Oude Griekenland. De Popoloca zijn zeer nauw verwant aan de Chocho.